# Daniel Opare
Daniel Tawiah Opare (ur. 18 października 1990 w Akrze) – ghański piłkarz występujący najczęściej na pozycji prawego obrońcy. Podczas zimowego okienka transferowego w 2008 został kupiony przez Real Madryt Castilla z Ashanti Gold za około 2–3 miliony euro. 3 lipca 2010 poinformowano, że od sezonu 2010/2011 Opare będzie zawodnikiem belgijskiego Standardu Liège, z którym podpisał 3-letni kontrakt. W Standardzie grał do 2014 roku. Latem 2014 przeszedł do FC Porto. W 2015 był wypożyczony do Beşiktaşu JK, a następnie trafił do FC Augsburg. W późniejszym okresie grał w RC Lens, Royal Antwerp FC i SV Zulte Waregem. W 2022 został zawodnikiem RFC Seraing.